# 495
495 (CDXCV) fue un año común comenzado en domingo del calendario juliano, en vigor en aquella fecha.
En el Imperio romano, el año fue nombrado el del consulado de Viator sin colega, o menos comúnmente, como el 1248 Ab urbe condita, adquiriendo su denominación como 495 a principios de la Edad Media, al establecerse el anno Domini.

## Acontecimientos
- El Emperador Xiaowen de Wei del Norte funda el primer templo Shaolin.

## Nacimientos
- Amalasunta, reina de los ostrogodos.